# Fangbein

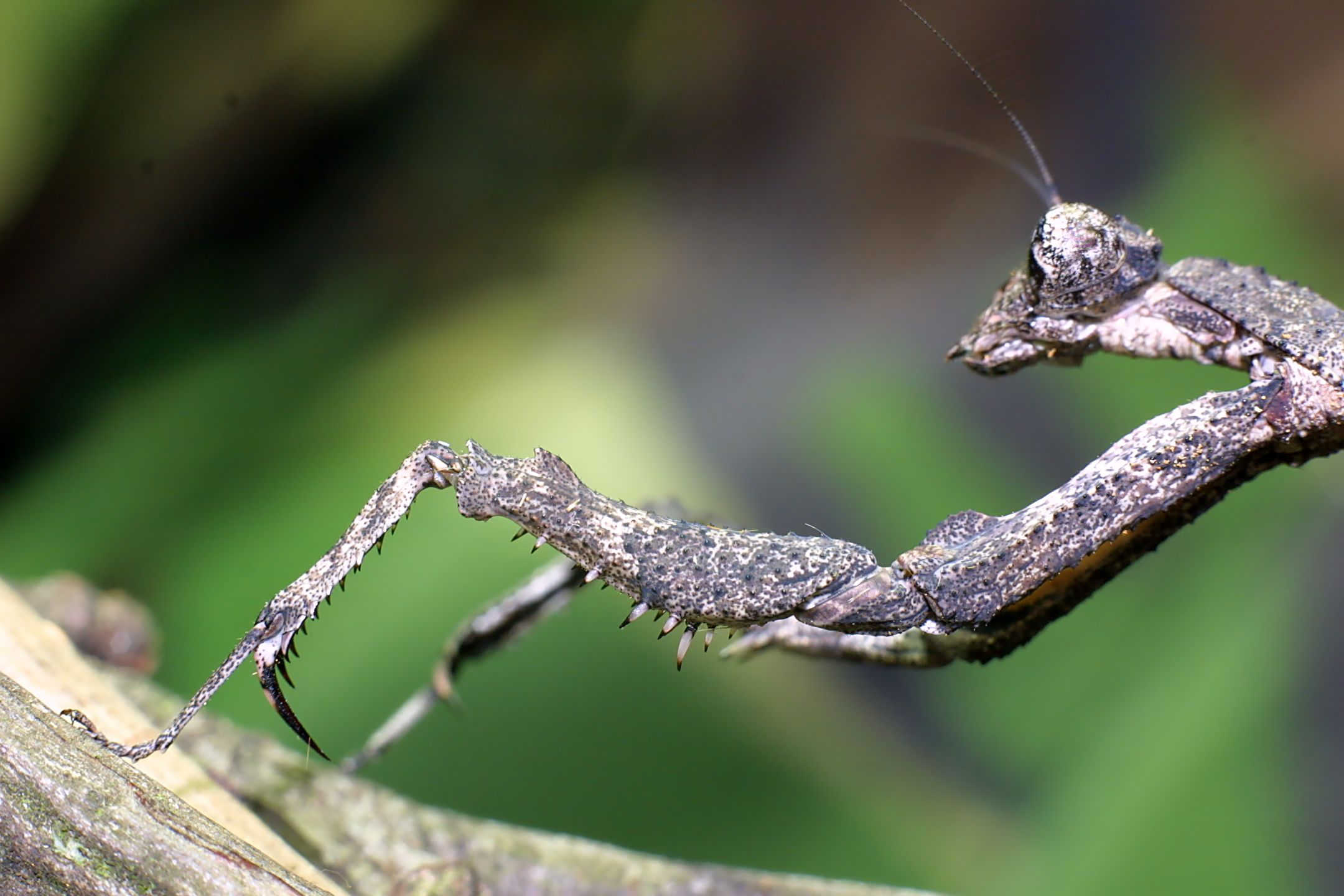
Fangbeine der Kleinen Astmantis

Als Fangbein bezeichnet man ein zum Zweck des Beutefangs umgebildetes Bein bei vielen Gruppen räuberisch lebender Insekten, besonders deutlich ausgeprägt findet es sich bei Fangschrecken.
Die Fangbeine werden aus der Tibia (Schiene) und dem Femur (Schenkel) des ersten Beinpaares gebildet. Oft trägt die Tibia viele Dornen und eine große Endklaue, sie kann gegen das dornenbewehrte Femur wie ein Taschenmesser eingeklappt werden. In der Regel sind diese beiden Beinglieder stark sklerotisiert und mit kräftigen Muskeln ausgestattet. Zur höheren Beweglichkeit und Reichweite sind die Coxen (Hüftglieder) meist verlängert und frei beweglich.
Die Fangbeine werden nicht nur zum Ergreifen von Beutetieren benutzt, sondern auch zum Festhalten der Beute beim Verzehr. Dadurch ist es Raubinsekten möglich, auch sehr mobile Insekten als Nahrung zu nutzen.
Die Fangschrecken besitzen besonders hoch entwickelte Fangbeine, mit denen sie innerhalb von 0,1 Sekunden zuschlagen können, um ein Opfer zu fangen. Viele Arten können mit diesem präzisen Fangapparat sogar Fliegen aus der Luft fangen. Beim Warten auf Beute werden die Fangbeine erhoben und in typischer Lauerstellung an den Körper angelegt gehalten.
Andere Insektengruppen, die Fangbeine entwickelt haben, sind beispielsweise die Fanghafte, einige Gruppen der Wanzen (z. B. Raubwanzen), Raubfliegen oder einige Tanzfliegen. Die Gestaltung der Fangbeine erfolgt meist nach dem gleichen Schema, ist aber trotz ähnlichem Aussehen keineswegs ein Indiz für Verwandtschaft der einzelnen Gruppen, sondern eine gleichförmig verlaufende Anpassung an eine gleichartige Lebensweise (Konvergenz).